# چی‌یاله
چی‌یاله (انگلیسی: Chiyale) یک شهرک در شهرستان میاکینسکی استان باشقیرستان کشور روسیه است.